# Vojtěch Šanda

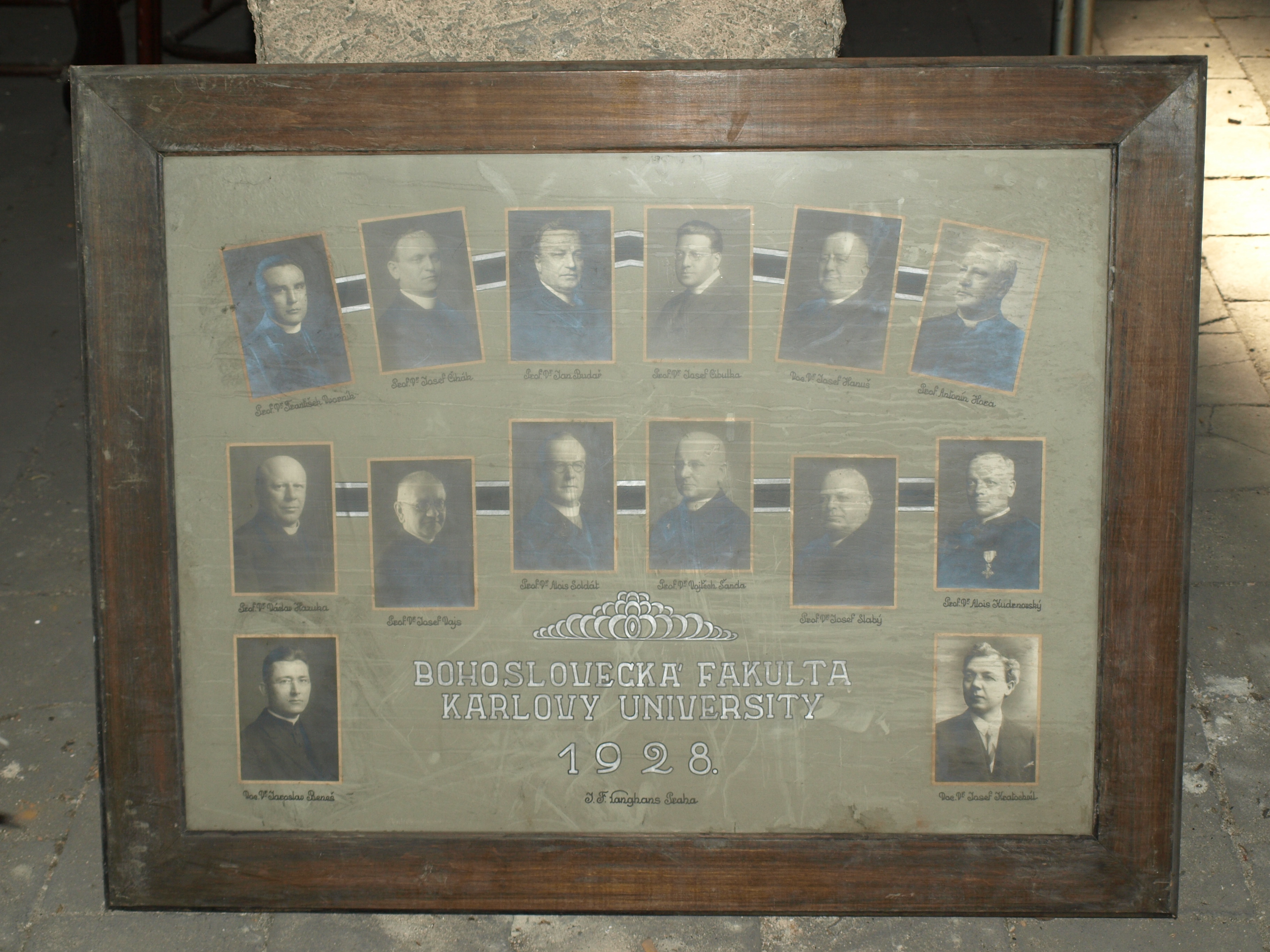
Vojtěch Šanda na tablu vyučujících bohoslovecké fakulty Karlovy univerzity v roce 1928

Vojtěch (Adalbert) Šanda (15. října 1873 Kvílice u Slaného – 24. prosince 1953 Praha) byl český římskokatolický kněz, vysokoškolský pedagog, děkan teologické fakulty, profesor semitských jazyků, kanovník a děkan Kolegiátní kapituly Všech svatých na Pražském hradě, biblista a orientalista.

## Život
Pocházel z dělnické rodiny z Kvílic u Slaného, jeho mladší bratr Karel byl u Milosrdných bratří. Studoval na německém gymnáziu v Bohosudově a v Litoměřicích. Teologii studoval v Innsbrucku (doktorát 1897). Dne 3. října 1897 byl v Litoměřicích vysvěcen na kněze. Na další studium orientované na filologii semitských jazyků, biblistiku a exegezi byl v letech 1897–1902 vyslán do Bejrútu, Jeruzaléma a Berlína. Roku 1902 se stal profesorem na bohosloveckém ústavě v Litoměřicích, kde přednášel semitské řeči, dogmatiku a církevní právo. Před rokem 1918 byl aktivním členem reformního hnutí Jednota katolického duchovenstva (účastnil se známé delegace Jednoty do Říma v roce 1919). V roce 1918 byl ustanoven řádným profesorem Teologické fakulty pražské univerzity pro obor dogmatická teologie. V souvislosti s nevyjasněnou abdikací pražského arcibiskupa Kordače v roce 1931 a pro rozdíly v názorech s pražským nunciem Ciriacim byl za své veřejné výroky suspendován (suspense a divinis) a přinucen odejít na dlouhodobou dovolenou. V roce 1934 plně z fakulty odchází a začíná učit jako soukromý docent na Filozofické fakultě UK, kde se mezitím habilitoval pro obor semitské řeči a přednášel zde v letech 1934–1938 arabštinu, hebrejštinu, aramejštinu a syrštinu. V roce 1935 byl zvolen činným členem Orientálního ústavu v Praze. Zbaven suspense a divinis byl až v roce 1943. Po reformních změnách v bohovědných studiích v roce 1950 projevil zájem o návrat a o místo profesora na teologické fakultě, což bral jako zadostiučinění pro vynucený odchod ve 30. letech. V roce 1950 byl navržen a později i jmenován děkanem nově koncipované teologické fakulty. Přednášel zde opět semitské řeči. Na podzim roku 1950 byl iniciátorem udělení čestných doktorátů Josefu Plojharovi a A. Horákovi. V roce 1951 byl vládou jmenován děkanem Kolegiátní kapituly Všech svatých na Pražském hradě. V roce 1952 z fakulty definitivně odchází a po krátké nemoci umírá v prosinci 1953. Pohřben byl na Bubenečském hřbitově.

## Dílo

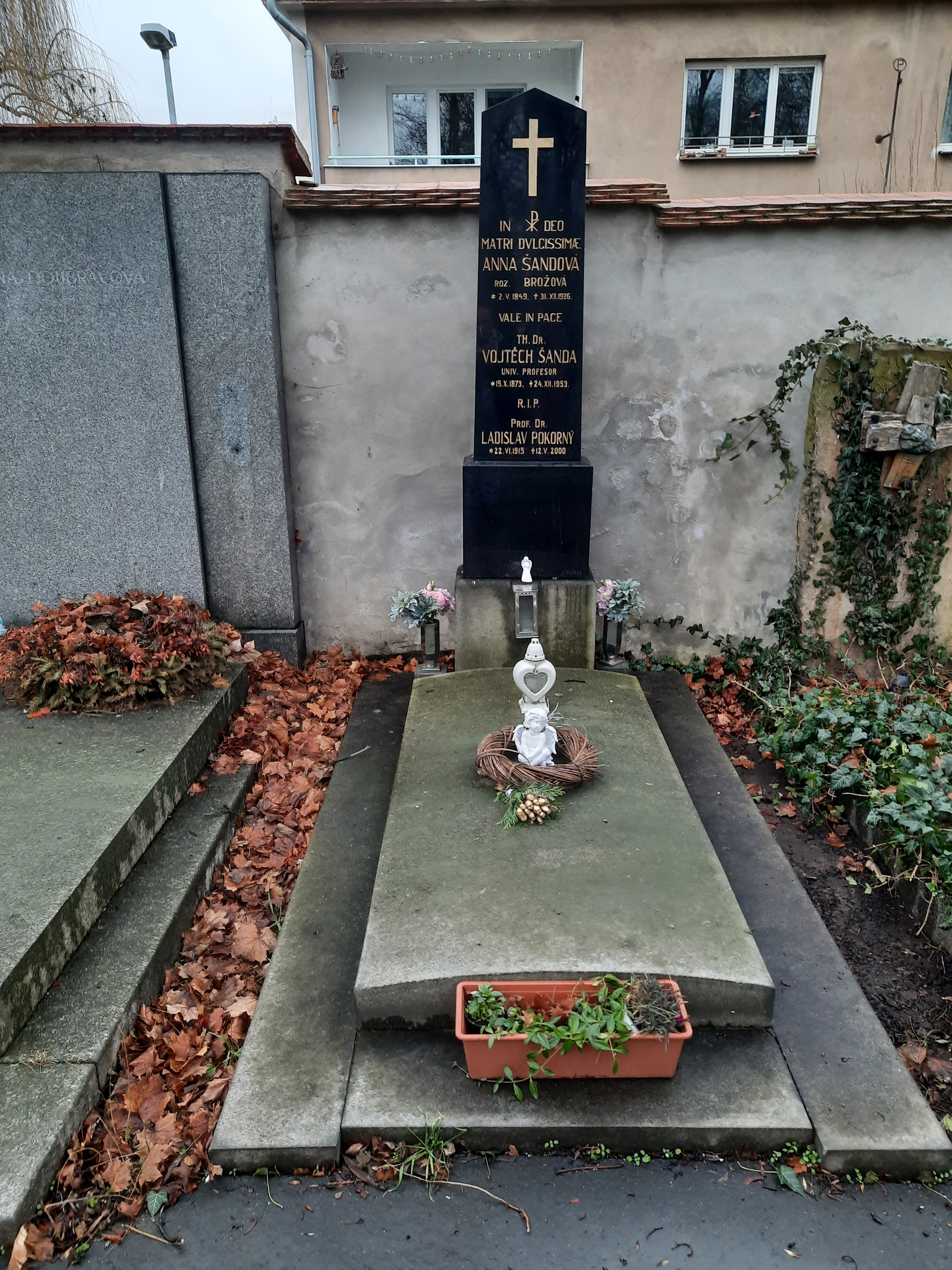
Hrob Vojtěcha Šandy na Bubenečském hřbitově

Šíře jeho odborného působení byla dosti široká: biblistika, orientální a semitská filologie, dogmatika, církevní právo a patrologie. V počátcích svého akademického působení se zaměřuje na biblistiku, jako absolvent École biblique v Jeruzalémě byl příznivcem moderního pojetí exegeze a biblistiky: Die Bücher der Könige. Übersetzt und erklärt (2 díly – Münster 1911 a 1912), Die Aramäer (Leipzig 1902), Starosemitské nápisy (Praha 1912), Salamo und seine Zeit (Münster 1913). Po vstupu na pražskou bohosloveckou fakultu se orientoval na dogmatickou teologii, když vydal vynikající dogmatický manuál podle kterého se učilo v USA, v západní Evropě, Německu i v Čechách (Synopsis theologiae dogmaticae specialis, 2 díly, Friburg 1916 a 1922). Ve dvacátých letech se odborně navrátil k biblickým vědám, ovšem již jako zastánce konzervativního proudu (viz Moses und der Pentateuch; Münster 1924). Na přelomu dvacátých a třicátých let se věnoval přípravám vydání význačných děl k dějinám dogmatické teologie. Připravil tak v kritické edici díla monofyzitských a nestoriánských patriarchů a teologů: Severi Philalethes, syriace et latine (Beryti Phoeniciorum 1928, 264 s.), Severi Antiiulianistica I., syriace et latine (Beryti Phoeniciorum 1928, 464 s.), Opuscula monophysitica Ioannis Philoponi (Beryti Phoeniciorum 1930, 310 s.). K vydání měl ještě připravena: Joannis Darensis Opera (připraveno v roce 1933, cca 1000 stran), Severi Antiiulianistica II., syriace et latine (připraveno v roce 1933, cca 700 stran), Teodoti Ancyrani libri contra Nestorium (připraveno v roce 1933, nejméně 200 s.), Tractatus christologici diversorum auctorum (připraveno v roce 1933, cca 600 stran) a Christoduli, Coptorum patriarchae, Liber confessionis Patrum, arab. et lat. (připraveno v roce 1933, cca 1000 stran). Je nutné zmínit, že v českém jazyce publikoval velmi sporadicky (Duchovní pastýř, Archiv orientální). Klenotem byla jeho soukromá knihovna. Po jeho úmrtí byl dokonce vydán tiskem její soupis se zaměřením na orientalistiku.